# Pan e scan

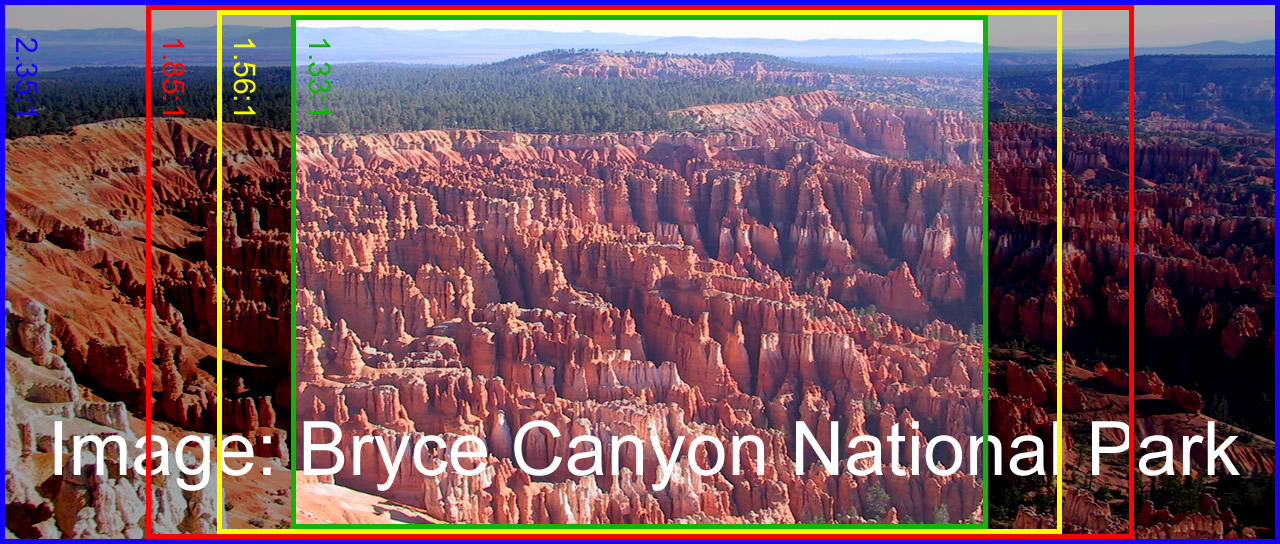
Mediante a técnica de pan & scan uma imagem de proporção 2,35:1 perde quase 50% de detalhe ao passar para 4:3.

Pan & scan é o método pelo qual se recorta um filme filmado em widescreen, para que encha um ecrã menos largo, como a do televisor. Neste processo, modifica-se a relação de aspecto da imagem sem deformá-la, o que com frequência arruina a composição. Vários diretores de cinema e entusiastas não estão de acordo com esta técnica, já que elimina 45% da imagem, e pode mudar a visão original do filme.
Outro método para esta conversão é denominado letterboxing, uma alternativa que preserva a imagem original.